# جون غوفمان
جون غوفمان (بالإنجليزية: John Gofman)‏ طبيب وباحث علمي أمريكي، ولد في 21 سبتمبر 1918 وتوفي في 15 أغسطس 2007.